# 雅詩閣公寓信託
雅詩閣公寓信託（英語：Ascott Residential Trust，SGX：A68U），在2005年11月22日，由新加坡嘉德置地有限公司，以及雅詩閣聯營的房地產信託基金，現時主要在新加坡、澳大利亞、中國、法國、越南、英國、日本、菲律賓等地區持有經營服务式公寓。
現時由林日波（董事長）和鍾奇雄（首席執行官）主理。
而在總部位於No 8 Shenton Way #13-01 Temasek Tower Singapore 068811。該股份在2006年3月31日於新加坡交易所主板上市。招股價為0.68坡元，發行售股為340,500,000股（200單位），集資額為855,800,000坡元。根據雅詩閣公寓信託2010年報提供資料，雅詩閣有限公司，以及Somerset Capital Pte Ltd持有雅詩閣公寓信託分別27.71%和18.28%股權。
2017年7月7日雅詩閣斥资1.8亿澳元增持增持澳洲最大服务公寓业者之一奎斯特公寓酒店（Quest Apartment Hotels）的60％股权，持有的奎斯特股权将从20％增至80％，雅诗阁也因此成为澳洲最大的服务公寓供应商。

## 連結
- AscottREIT.com （页面存档备份，存于）